# Bonaventure Soh Bejeng Ndikung

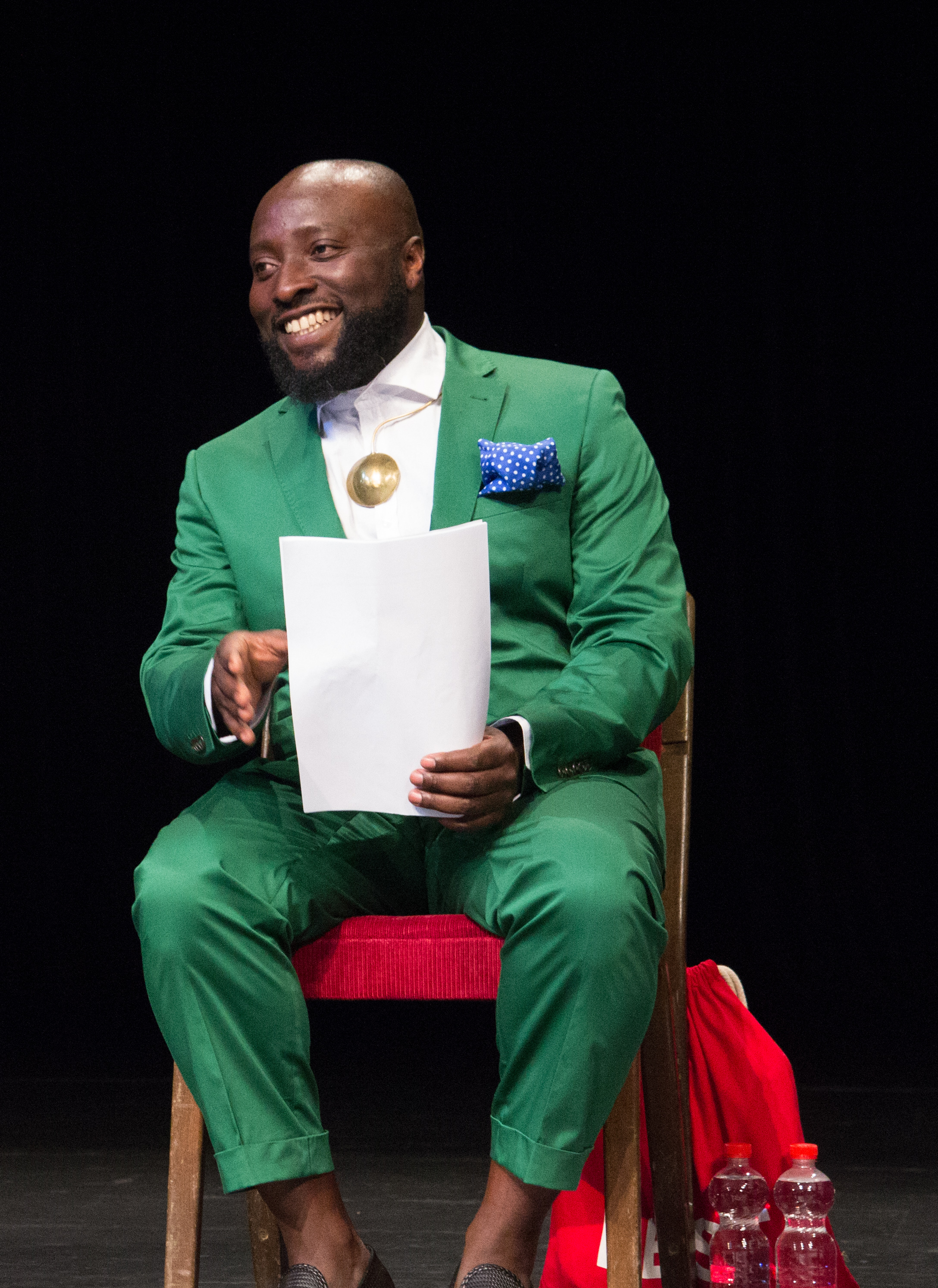
Bonaventure Soh Bejeng Ndikung (2017)

Bonaventure Soh Bejeng Ndikung (* 20. März 1977 in Yaoundé, Kamerun) ist Intendant und Chefkurator des HKW (Haus der Kulturen der Welt) in Berlin. Er ist Kurator, Kunstkritiker, Autor und Biotechnologe.

## Leben und Werk
Ndikung studierte ab 1997 an der TU Berlin Lebensmitteltechnologie. Nach seiner Promotion in Düsseldorf über Mutationsmechanismen, die zu Leukämie führen, studierte er Biophysik in Montpellier. Parallel zu seinen Studien arbeitete er im Kunstbereich. 2020 wurde Ndikung der Verdienstorden des Landes Berlin verliehen. Seit 2020 ist Bonaventure Ndikung Professor an der Kunsthochschule Weißensee in Berlin.

### Kurator und Künstlerischer Leiter
Als Kurator, künstlerischer Leiter oder Berater hat Ndikung für verschiedene internationale Ausstellungsprojekte oder Festivals in Deutschland, Frankreich, England und Kamerun gearbeitet und diverse Ausstellungskataloge publiziert. Er wirkte an Projekten der Tensta Konsthall in Schweden, dem Goethe-Institut, dem Institut für Auslandsbeziehungen (ifa), dem Kunstraum Kreuzberg/Bethanien und dem Arsenal Berlin mit.
Ndikung war von 2009 bis 2022 künstlerischer Leiter der Kunstraums SAVVY Contemporary Berlin, den er 2009 gründete.
2011 kuratierte er die Ausstellung “Combler les lacunes de la mémoire: le passé composé du futur” im Centre Culturel Français in Algier, Algerien.
2012 fanden u. a. Kooperationen mit der 7. Berlin Biennale und der Berlinischen Galerie statt.
2015 bis 2018 übernahm Ndikung zusammen mit Solvej Helweg Ovesen die künstlerische Leitung der städtischen Galerie Wedding in Berlin.
2017 kuratierte er im Rahmen der Wiener Festwochen gemeinsam mit Pauline Doutreluingne The Conundrum of Imagination.
2017 Curator at Large der documenta 14 in Athen und Kassel.
2018 Gastkurator der Dakar Biennale of Contemporary African Art.
2019 Kurator des finnischen Pavillons auf der 58. Biennale von Venedig.
2020–2024 Künstlerischer Leiter der 12. Ausgabe des Sonsbeek-Kunstfestivals, Arnhem.
2020–2022 Künstlerischer Leiter der 14. Rencontres de Bamako, Mali.

### Autor
Ndikung ist Chefredakteur der Zeitschrift SAVVY art.contemporary.african, eines zweisprachigen E-Journals für kritische Texte zur zeitgenössischen afrikanischen Kunst.
Für die Position The Citizen des Fotografen Tobias Zielony im Deutschen Pavillon auf der Biennale di Venezia 2015 verfasste Ndikung einen Essay über die Selbstermächtigung der Geflüchteten, die ab 2012 die ehemalige Gerhart-Hauptmann-Schule besetzt hatten. Der Text mit dem Titel „The Penultimate Dance on the Roof“ wurde in der sudanesischen Zeitung The Citizen veröffentlicht und die Doppelseite als migrierendes Bild im Pavillon ausgestellt.

## Schriften
- 2019. That, Around Which The Universe Revolves. On Rhythmanalysis of Memory, Times, Bodies in Space, Elena Agudio, Anna Jäger, Saskia Köbschall und Bonaventure Soh Bejeng Ndikung (Hg.) Archive Books (i. E.)
- 2019. We Have Delivered Ourselves from the Tonal. Of, with, towards, on Julius Eastman, Antonia Alampi, Federica Bueti und Bonaventure Soh Bejeng Ndikung (Hg.), Archive Books (i. E.)
- 2019. Whose Land Have I Lit on Now?, Elena Agudio, Federica Bueti und Bonaventure Soh Bejeng Ndikung (Hg.), Archive Books (i. E.)
- 2018. Those Who Are Dead Are Not Ever Gone, Bonaventure Soh Bejeng Ndikung (Autor), Archive Books[15] (Übersetzungen auf Deutsch Die gestorben sind, sind niemals fort und Französisch Ceux qui sont morts ne sont jamais partis sind auch bei Archive Books erschienen.)
- 2017. The Incantation of the Disquieting Muse. On Divinity, Supra-Realities or the Exorcisement of Witchery, Federica Bueti und Bonaventure Soh Bejeng Ndikung (Hg.), Green Box Books.
- 2015. Giving Contours To Shadows, Elena Agudio, Marius Babias, Bonaventure Soh Bejeng Ndikung und Storm Janse van Rensburg (Hg.), Verlag der Buchhandlung Walther König.
- 2006. Lymphoid-Specific Gene-Rearrangement and –Mutation Mechanisms in Chronic Myeloid Leukemia Blast Crisis. Diss. TU Berlin, Prozesswissenschaften (online).